# Lethrus legezini
Lethrus legezini är en skalbaggsart som beskrevs av Nikolajev 2001. Lethrus legezini ingår i släktet Lethrus och familjen tordyvlar. Inga underarter finns listade i Catalogue of Life.